# Aurvandil
Aurvandil (eller Aurvandel eller Örvendel) var i nordisk mytologi en gestalt som var make till völvan Groa. Genom Tors försorg har hans förfrusna tå blivit en stjärna på himlen,  (morgonstjärnan), som kallas Aurvandils tå.
Efter sin kamp med jätten Rungner fick Tor en flisa i huvudet. Han vände sig då till Groa, eftersom hennes magiska sånger kan få ut flisan. Medan hon sjöng sin sång berättade Tor att när han bar Aurvandil bort från jättarnas land, så förfrös denne sin tå, varpå Tor bröt av den och kastade upp den på stjärnhimlen där den blev stjärnan Aurvandils tå. Groa blev så berörd av berättelsen att hon glömde att sjunga klart sin sång och sedan dess sitter flisan kvar i Tors huvud.
Man kan se denna flisa som en symbol för den spik som sitter i toppen av Världspelaren. 